# Madalena Iglésias
Madalena Lucília Iglésias do Vale de Oliveira Portugal, född 25 oktober 1939 i Lissabon, död 16 januari 2018 i Barcelona, var en portugisisk sångerska och skådespelerska.
Madalena Iglésias filmdebuterade 1964 i filmen Uma hora de Amor. Samma år medverkade hon även i filmen Los gatos negros.
Iglésias deltog i Portugals första uttagning (Festival RTP da Canção) till Eurovision Song Contest 1964 och framförde bidragen Na tua carta (10:e plats) och Balada das palavras perdidas (5:e plats). Hon deltog igen året därpå och kom på 3:e plats med bidraget Silêncio entre nós. I 1966 års uttagning framförde hon tre bidrag; Rebeldia (3:e plats), Caminhos perdidos (6:e plats) och Ele e ela, som hon vann med. I Eurovision Song Contest samma år kom hon på 13:e plats med 6 poäng. Hon deltog åter i den portugisiska uttagningen 1969 med bidraget Canção para um poeta och kom på delad 6:e plats.
Madalena Iglésias gifte sig 1972 och flyttade till Venezuela. Hon avslutade därmed sin musikaliska karriär. På 1980-talet flyttade hon till Barcelona.